# Aeroporto Internazionale di Kuala Lumpur

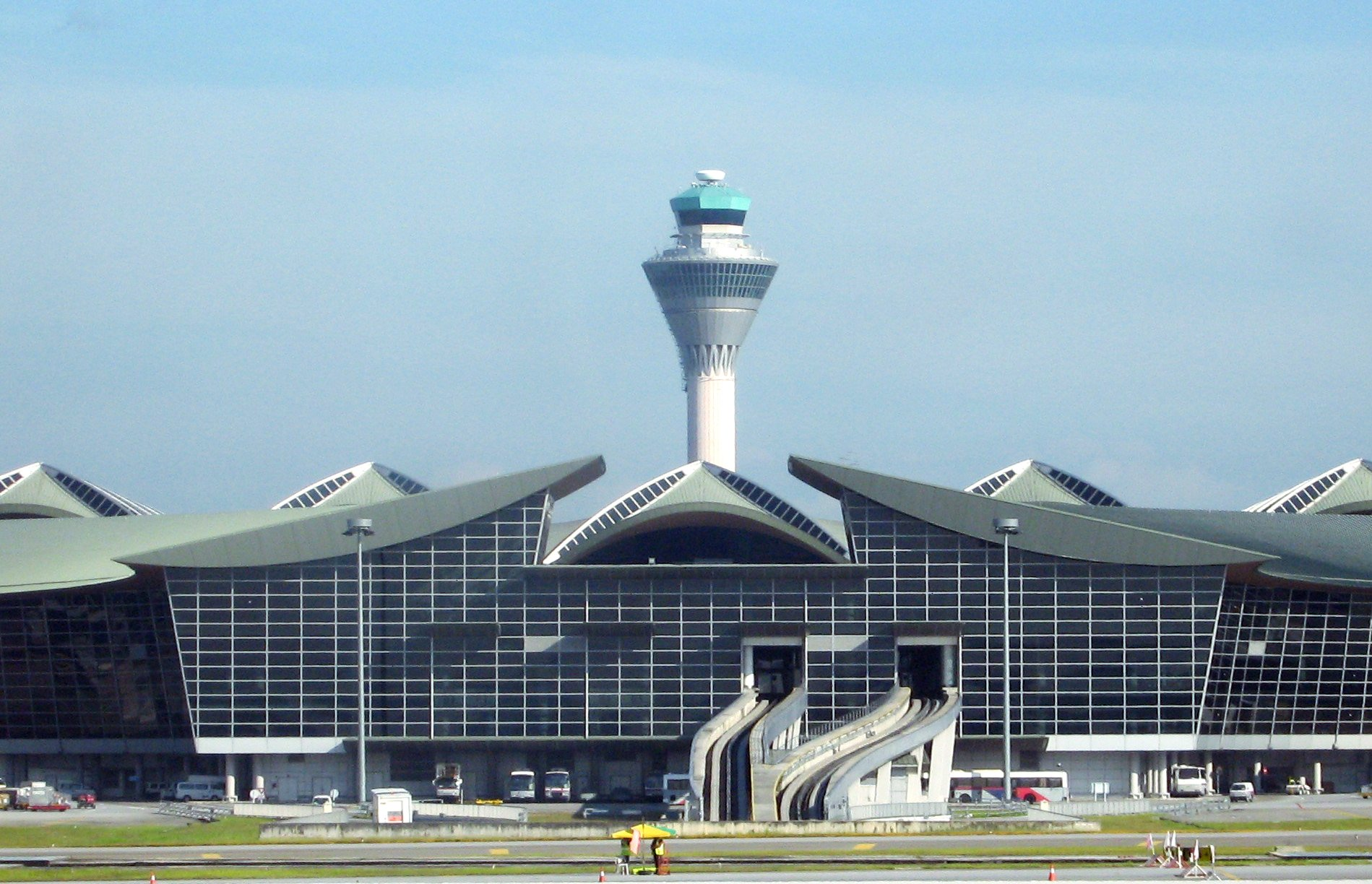
Torre di controllo

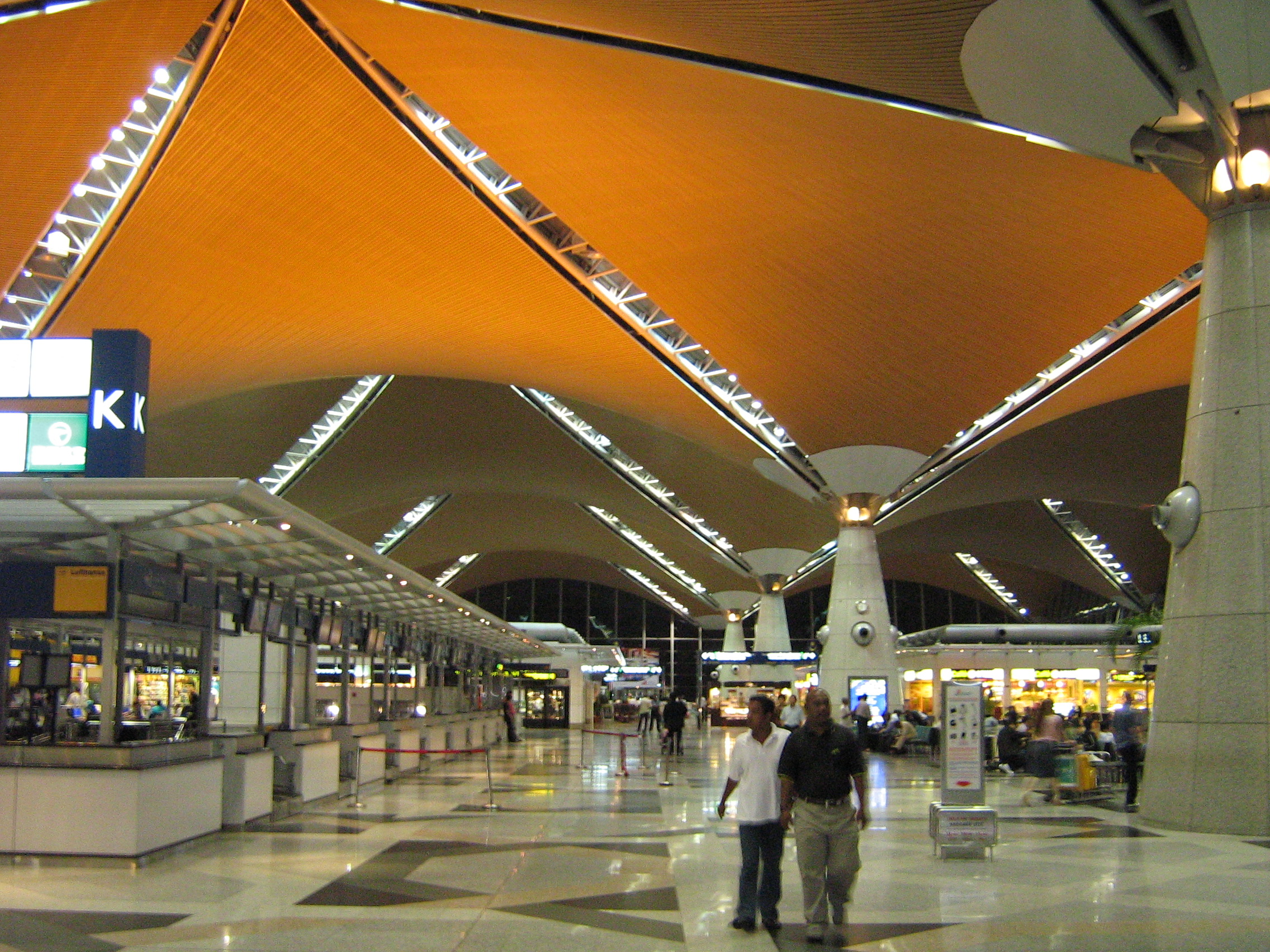
Area check-in

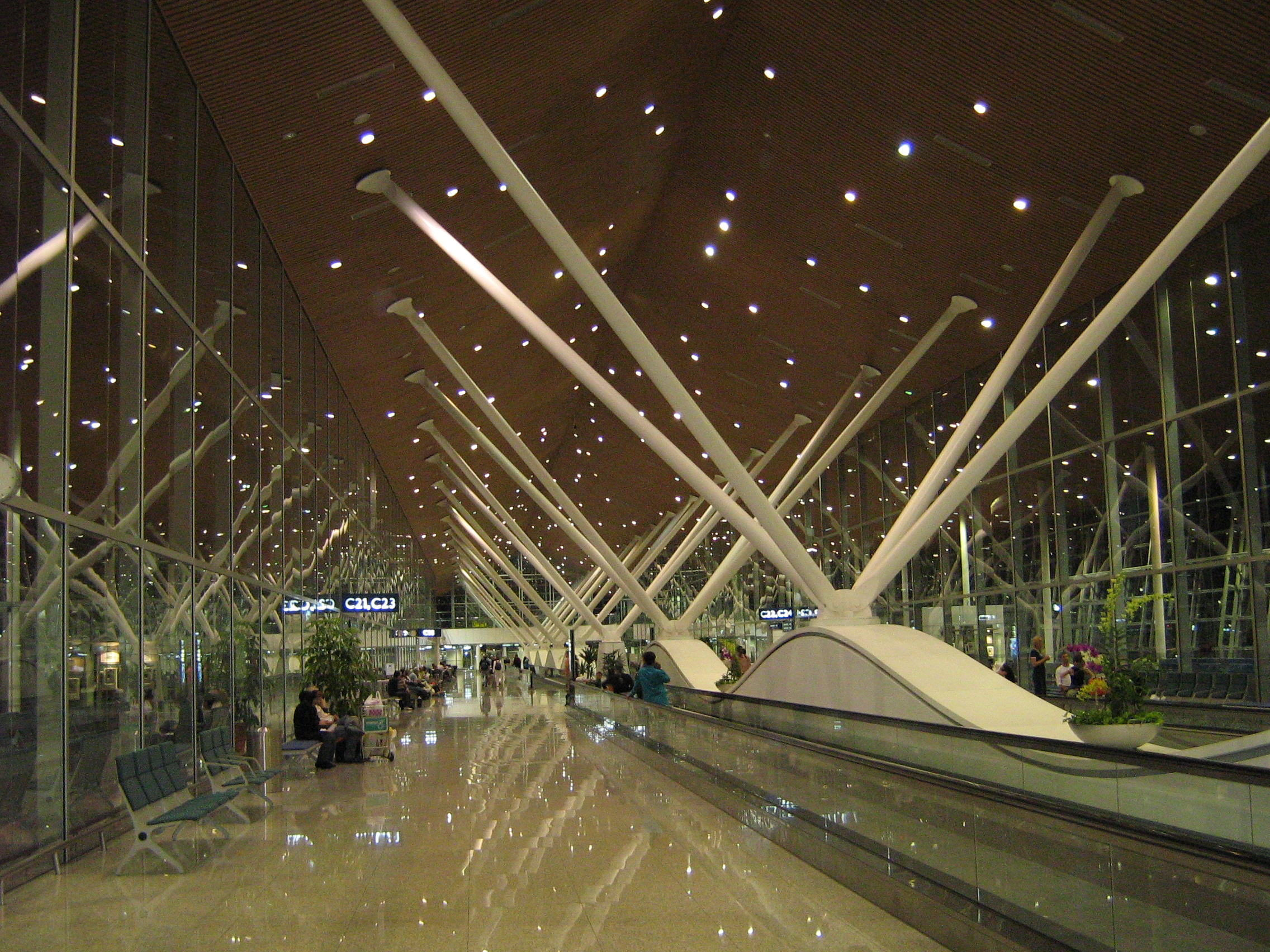
Collegamento tra terminal

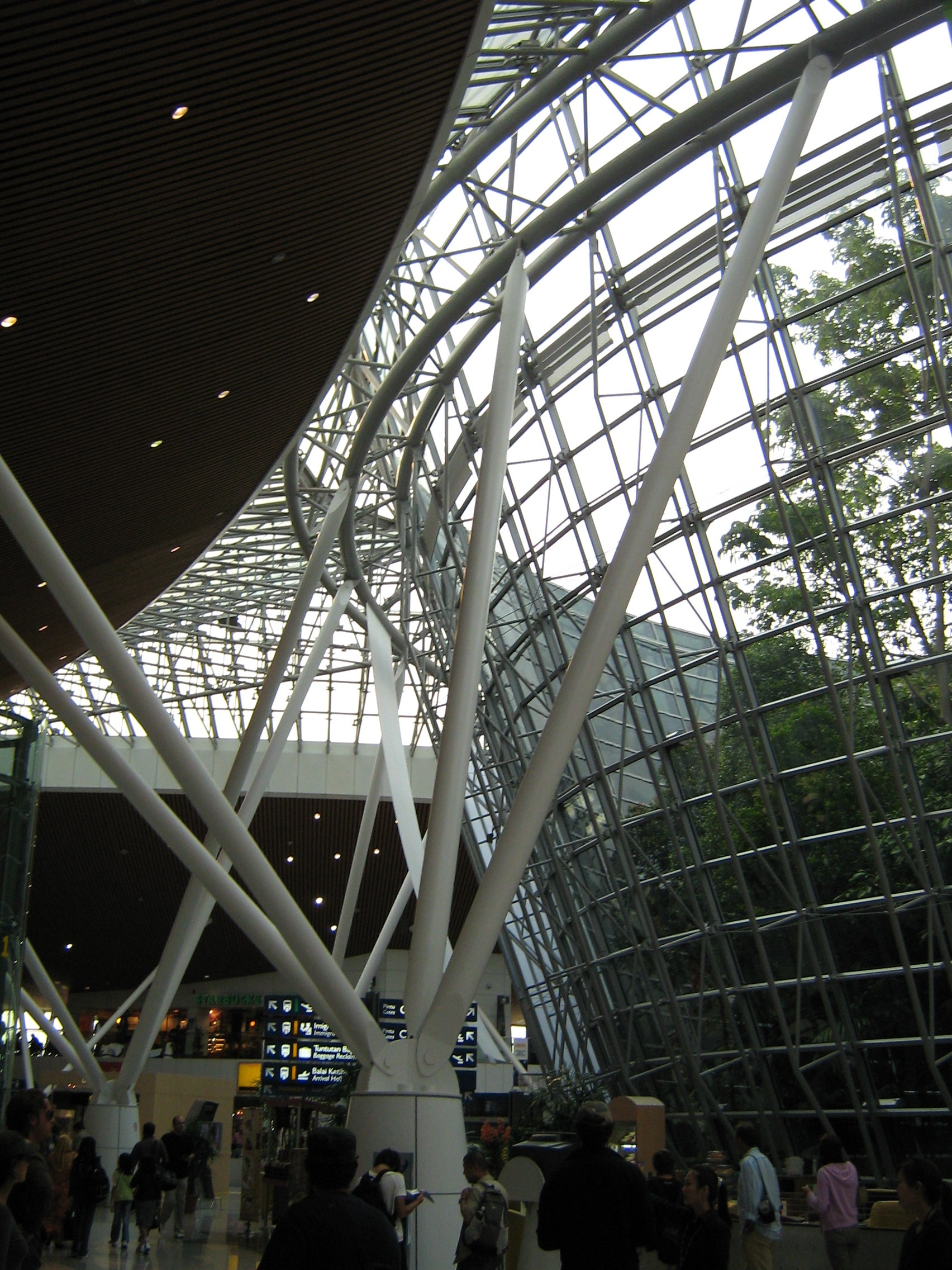
Particolare della copertura

L'Aeroporto di Kuala Lumpur (IATA: KUL, ICAO: WMKK), noto anche come KLIA (Kuala Lumpur International Airport) è l'aeroporto principale di Kuala Lumpur nonché il più importante in Malaysia. Si trova nel distretto di Sepang, nel sud dello stato di Selangor, a circa 50 chilometri (31 miglia) dalla capitale, Kuala Lumpur. Costruito con un costo di circa 3,5 miliardi di dollari, il KLIA è stato aperto il 27 giugno 1998, in tempo per i Giochi del Commonwealth 1998.
Il Kuala Lumpur International Airport è in grado di gestire 35 milioni di passeggeri e 1,2 milioni di tonnellate di merci l'anno. Gestisce un grande traffico di passeggeri internazionali: è il 18° aeroporto più trafficato del mondo in questa categoria nel 2010, ed è uno dei principali hub dell'Asia assieme al Chek lap kok di Hong Kong e al Changi di Singapore. Nello stesso anno, il KLIA ha gestito 697.015 tonnellate di merci. L'aumento del volume delle merci ha portato l'aeroporto a divenire uno dei più importanti e più trafficati al mondo.
L'aeroporto è gestito dalla società Aeroporti Malaysia (MAHB), le principali compagnie aeree ad usufruire dell'aeroporto sono la Malaysia Airlines, MASkargo, AirAsia e AirAsia X.
L'aeroporto serve le seguenti regioni del paese: Klang Valley, valle Greater Klang , Shah Alam, Malacca, Selangor e Sud Perak. Con un grande bacino di utenze, l'aeroporto è diventato una delle principali fonti economiche del paese.
Ha una fitta rete di collegamenti stradali e ferroviari con la capitale ed il resto del paese.
Il codice aeroportuale IATA, KUL è stato ereditato dal precedente aeroporto malese, l'Aeroporto Subang, che attualmente si occupa solo di piccoli aerei.
Skytrax assegna un rating di 4 stelle all'aeroporto.

## Storia
Il progetto del KLIA è iniziato nel 1990 quando il governo ha deciso che l'Aeroporto Subang (ora Aeroporto Sultano Abdul Aziz Shah) non poteva gestire tutto il traffico malese in continua espansione. Il Primo Ministro Mahathir Mohamad è stato il primo promotore del progetto, che è stato visto come un componente importante per lo sviluppo della Malaysia.
La decisione è stata controversa. La posizione, oltre 51 km da Kuala Lumpur, è stata vista come un inconveniente; un altro inconveniente è stato il costo immenso per il progetto e la realizzazione; infine molti critici hanno sostenuto che, contrariamente alle affermazioni del governo, il Subang poteva essere ampliato. Infatti, i lavori di ampliamento al Subang continuarono simultaneamente con il KLIA in costruzione. Al Subang c'è un nuovo Terminal 3 che è stato aperto nel dicembre 1993 e il terminal 2 è stato rinnovato nel 1995, solo tre anni prima di apertura della KLIA.